# Wille & the Bandits
Wille & the Bandits is een Britse band die vooral rock en blues speelt, gemengd met erg verschillende muziekstijlen zoals roots, funk, latin, reggae en world.

## Biografie
Wille & the Bandits heeft sinds 2010 zeven albums uitgebracht, waarvan vijf studio-albums en twee livealbums. De groep is onder meer beïnvloed door Jimi Hendrix, Pearl Jam en Ben Harper. De band heeft ook veel succes met haar live-optredens, waarbij ze veel waardering krijgen voor hun energieke en meeslepende ritmes. Ze zijn op tournee geweest met Deep Purple, Joe Bonamassa, Status Quo en veel andere artiesten. Ook hebben ze gespeeld op het Isle of Wight Festival en Glastonbury en ze hebben een bijdrage geleverd aan de openingsceremonie van de Olympische Spelen in Londen in 2012. De band heeft ook opgetreden in het Duitse tv-programma Rockpalast.
De band heeft in 2018 twee UK Blues awards ontvangen: Innovation in the blues en Blues act of the year. De teksten zijn vooral van Wille (spreek uit als Willie) Edwards die soms heel persoonlijke teksten schrijft maar soms ook met maatschappelijke en politieke onderwerpen.  De meeste albums van deze band zijn in eigen beheer uitgebracht, Steal is verschenen op Jigsaw Records en Paths op OMN Label Services.
Het eerste album New Breed (2010) opent met het populaire funky nummer Keep your head up. Op het tweede album Breakfree (2012) staat het negen minuten durende Virgin eyes, dat is opgebouwd uit een aantal verschillende onderdelen met wisselende ritmes en instrumenten.  Het derde album Grow (2013)is opgenomen in de Propagation House Studios in Cornwall, UK, samen met geluidstechnicus Mark Ellis. Dit album sluit af met de instrumentale ballad Angel, dat doet denken aan Stairway to Heaven van Led Zeppelin.
Het eerste livealbum is opgenomen in maart 2013 in Gouvy (Wallonië) waar jaarlijks in augustus het jazz- en blues festival plaatsvindt in de tuinen van de Ferme de la Madelone. De plaat is opgenomen door de band samen met Christoph Roth.
Steal (2017) is uitgebracht op het label Jigsaw Records. Het is opgenomen in de Grange Studio in Norfolk.  Don Airey van Deep Purple speelt keyboard en orgel op dit album. Living Free is verschenen in 2018 en is mede geproduceerd door Dave Williams. Dit is het tweede live-album. Hierop staat o.a. het nummer Black Magic Woman  dat is geschreven door Peter Green van Fleetwood Mac en ook gecoverd door Santana.  Op Paths (2019) worden de toetsinstrumenten bespeeld door Josiah Manning. Op deze plaat staat een combinatie van moderne muziek (zoals hiphop en dance) en traditionele retro (rock, roots).

## Discografie

### Albums
- New Breed (2010)
- Breakfree (2012)
- Grow (2013)
- Live in Gouvy (2014)  LIVE
- Steal (2017)
- Living free (2018)  LIVE
- Paths (2019)

### Singles
- Gypsy woman (2013)